# Нидерешах
Нидерешах (њем. Niedereschach) општина је у њемачкој савезној држави Баден-Виртемберг. Једно је од 20 општинских средишта округа Шварцвалд-Бар. Према процјени из 2010. у општини је живјело 6.028 становника. Посједује регионалну шифру (AGS) 8326041.

## Географски и демографски подаци
Нидерешах се налази у савезној држави Баден-Виртемберг у округу Шварцвалд-Бар. Општина се налази на надморској висини од 625 метара. Површина општине износи 33,1 km². У самом мјесту је, према процјени из 2010. године, живјело 6.028 становника. Просјечна густина становништва износи 182 становника/km².

## Међународна сарадња
| Мјесто | Држава  | Врста сарадње | Од    |
| ------ | ------- | ------------- | ----- |
| Арзуа  | Шпанија | партнерство   | 2002. |
| Извор  |         |               |       |